# Internet Killed Television
Internet Killed Television är en realityserie på Youtube som är skapad av Charles Trippy. På videobloggen följer man hans dagliga händelser. En del av de händelser som dokumenterats i dessa videobloggar inkluderade hans uppvaktning, äktenskap, sjukdom och skilsmässa.

## Serien
Serien består av avsnitt på omkring 10 minuter som är filmade, redigerade och upplagda på Youtube varje dag omkring 19-23 (GMT+1). Serien var ursprungligen tänkt att produceras ett år, men efter dess framgångar så beslutade Trippy att fortsätta serien så länge som han känner för det.
Efter fyra år kom de med i Guinness rekordbok för mest dagliga videobloggar i rad publicerade på YouTube.
Den 1 maj 2014 vloggar Trippy sitt sjätte året i rad.
Internet Killed TV:s fans är kända som CTFxC vilket står för "Charles Trippy FriendxCore" ("x" saknar betydelse). Senare även kallad "Charles Trippy Family Core" där "Family" står för tittarna samt medverkande. I september 2013 hade serien över 1 008 410 prenumeranter, vilket gör den till en av de mest bevakade komedikanalerna på Youtube genom tiderna. Serien samlar i genomsnitt över 217 326 visningar visningar per avsnitt, vilket innebär att den totalt har över 295 miljoner visningar. Trippy är även basist i bandet "We The Kings" och har turnerat med bandet.
Serien kan förklaras som en "hemmagjord dokusåpa" på grund av sin utformning i förstapersonsperspektiv som följer Trippys verksamhet i form av en videoblogg.
Den 21 september 2013 nådde kanalen en miljon prenumeranter.
Den 7 april 2014 meddelade Charles att han och Alli har separerat.
Allison "Alli" Rose Speed avslutade sin medverkan med CTFxC kanalen vid tillkännagivandet av parets separation den 7 april 2014. Den 22 april 2014 bekräftade hon att hon skulle fortsätta att ladda upp innehåll till YouTube på hennes personliga kanal.

## Roller
Charles Paul Trippy III föddes den 2 september 1984 i Sarasota, Florida och växte upp i Bradenton, Florida. Han började med att göra filmer på Youtube i maj 2006. Sedan Mars 2012 är Charles basist i bandet We the Kings..
Zoey & Marley Charles två hundar som ofta syns i avsnitten.
Allison "Alli" Rose Speed är Charles första flickvän och fru som vi får följa under de första fem åren.
Allie Marie Wesenberg är Charles nuvarande flickvän som vi lärde känna vid namnet "Squiggles" innan hon gick ut med sitt riktiga namn.

## Youtube-kanaler
Charles - var den första Youtube-kanalen Trippy gjorde. Den lanserades 21 juli 2005 och stängdes ner den 20 november 2009 då han gick över till den nya kanalen CTFxC..
CharlesTrippy - Charles andra kanal.
CTFxC - är den kanalen Charles lägger upp sina vloggar på.
Trippy - Youtube-kanal för hans iphone videos.